# Barroças e Taias
Barroças e Taias ist eine Gemeinde (Freguesia) im nordportugiesischen Kreis Monção. In ihr leben 279 Einwohner (Stand 19. April 2021).